# Himiar ibne Alharite
Himiar ibne Alharite (em árabe: حمير بن الحارث; romaniz.: Himyar ibn al-Harith) foi o último governador do Iêmem para o Califado Abássida antes da conquista iufírida de Saná em 847.

## Vida
Himiar foi nomeado para o Iêmen por Mutavaquil em 847, após a partida de Jafar ibne Dinar Alfaiate da província. Ele foi rapidamente forçado a confrontar os iufíridas, cuja rebelião já havia consumido as terras altas dos iemenitas por mais de uma década, mas foi derrotado em batalha e forçado a fugir. Himiar então partiu do Iêmen, permitindo aos iufíridas entrar na principal cidade do país, Saná, e ocupar muito do país entre Saná e Aljanade.